# Patačići
Patačići od Zajezde, hrvatska plemićka obitelj, koja prema obiteljskoj predaji potječe iz Bosne, a u Hrvatskoj se spominju od početka 16. stoljeća, kada su prebjegli pred Turcima.

## Obiteljska povijest
Prvi poznati pripadnik obitelji bio je Bartol koji se spominje 1440. godine u Požeškoj županiji. Kralj Matijaš Korvin (1458. – 1490.) poklonio je njegovom sinu Stjepanu Patačiću grofoviju Zaránd u Ugarskoj, ali se Stjepanov sin Nikola doselio 1520. godine u Hrvatsku i 1536. godine ženidbom stekao posjed Zajezdu u Varaždinskoj županiji na temelju čega je uzeo pridjevak de Zajezda. Obitelj je darovnicom iz 1555. godine postala vlasnikom vlastelinstva Zajezda po kojem su se prozvali "de Zajezda".
Kralj Rudolf II. potvrdio im je plemstvo 1608. godine. Nikolini sinovi Petar I. († 1566.) i Ivan I. († 1595.) utemeljili su dvije grane obitelji. Petrov sin Baltazar I. († 1616.) imao je sinove Ivana II., Petra IV. i Jurja I. koji su se istaknuli kao časnici u carskoj vojsci. Obitelj se počela bogatiti u doba Stjepana II. (1576. – 1636.) koji je obavljao dužnost protonotara Kraljevine Slavonije i namjesnika banske časti.
Stjepanov unuk Baltazar III. (1663. – 1719.) bio je veliki župan virovitički, ljetopisac i osnivač Društva vinskih doktora pinte, udruge ljubitelja vina. Godine 1706. stekao je naslov baruna te imanja Vrbovec i Rakovec. Njegovi sinovi Aleksandar Antun, Gabrijel i Ludovik dobili su 1735. titulu grofova.
Aleksandar Antun Patačić je bio diplomat koji je 1740. godine dao sastaviti povijest obitelji (Status familiae Patachich). U drugoj polovici 18. stoljeća isticao se grof Adam (1717. – 1784.), kaločki nadbiskup, velikovaradinski biskup, hrvatski leksikograf, pjesnik i prijatelj glazbe. Ostavio je u rukopisu Dictionarium latina-illyricum et germanicum. Obitelj je izumrla 1817. godine kada je umro posljednji muški odvjetak loza grof Bartol.